# Bernardino di Cola del Merlo

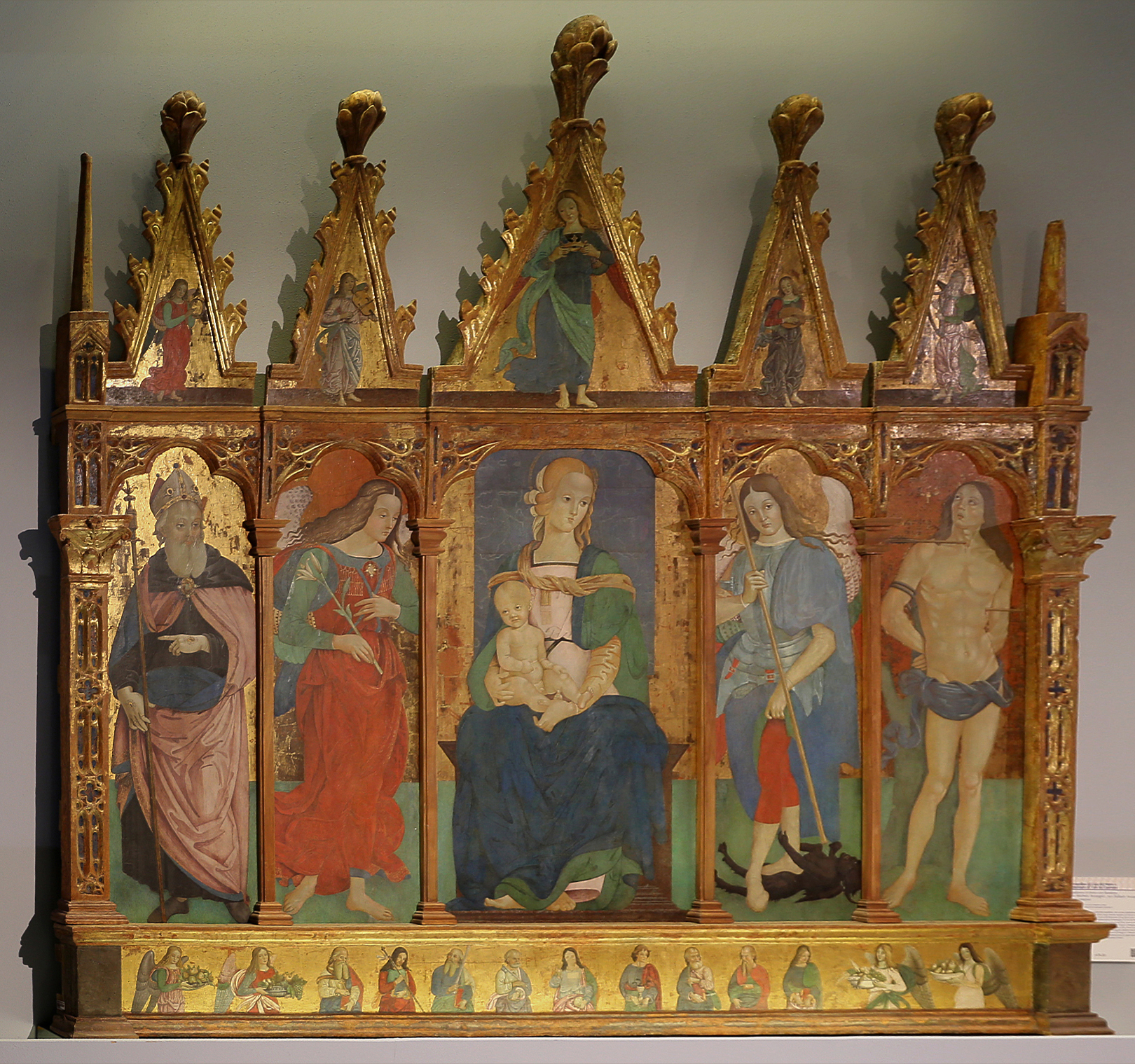
Polittico di San Lorenzo in Pianella, con Sebastiano da Casentino, Museo nazionale d'Abruzzo

Bernardino di Cola del Merlo (Penne, XV secolo – XVI secolo) è stato un pittore e scultore italiano.

## Biografia
Non si hanno di lui molte notizie certe ed è ricordato solo in due documenti del 1504 e 1506.
Le uniche notizie certe di Bernardino le ricaviamo da alcuni documenti che testimoniano la sua attività a L'Aquila come pittore tra il 1504 e 1506, in funzione di collaboratore di Saturnino Gatti, di cui probabilmente fu allievo. Da queste carte veniamo a sapere anche la provenienza di Bernardino da Civita di Penna, cioè Penne. Nessun altro documento riporta successivamente il nome del pittore, che comunque dovette essere di un certo livello. La sua unica opera finora attribuitagli con certezza, il grande Polittico di San Leonardo  - realizzato certamente a cavallo tra il XV e il XVI secolo -  mostra numerosi richiami alle opere di Raffaello e Perugino.

Il polittico, un tempo nella chiesa di san Leonardo a Pianella, è oggi nella sala 21 del Museo nazionale d'Abruzzo.
Dai documenti aquilani risulta che Bernardino fu anche scultore, ma di questa sua attività non ci rimane più nulla, anche se nel Bernardinus Pinnensis che firma la cosiddetta Madonna Marcotullio, del Museo Civico-Diocesano di Penne si vuole riconoscere la sua mano.
Nuovi studi attribuiscono a Bernardino di Cola due opere conservate ad Atri: l'affresco di Santa Lucia, nella chiesa di San Nicola e la statua di San Giuseppe, nel Museo Capitolare